# Emília Carles i Tolrà
Emília Carles i Tolrà (Cabrils, Maresme, 28 d'octubre de 1848 - íd., 24 de febrer de 1915), empresària i mecenes, primera marquesa de Castellar del Vallès.

## Biografia
Nascuda a la Santa Creu de Cabrils, era filla de Tomàs Carles i Margarida Tolrà, una família benestant de la burgesia catalana. Els seus oncles, el metge Josep Tolrà i Avellà i Antònia Prims, vivien a Castellar del Vallès (aleshores, Sant Esteve de Castellar) quan els seus fills, cosins de d'Emília, moriren. Per evitar la solitud de la família, Emília deixà el seu Cabrils natal per fer companyia als seus oncles a Castellar, on els Tolrà tenien una empresa dedicada a la producció tèxtil, la Casa Tolrà. Poc després, amb la mort de la seva tia política el 16 de març de 1878, Emília es convertí en l'únic referent de Josep Tolrà i va accedir a casar-s'hi en segones núpcies, el 16 de març de l'any 1882. Però el 21 de juliol d'aquest mateix any Josep Tolrà moria, deixant Emília com a viuda i hereva del poder tèxtil dels Tolrà a Castellar del Vallès. La importància d'aquesta empresa familiar va arribar més lluny del seu factor econòmic, ja que molts dels drets que el moviment obrer reclamava al tombant del segle xix al xx ja havien estat concedits als treballadors castellarencs, com per exemple, una caixa de pensions i retirs i una mútua laboral.
Donya Emília, com ja era coneguda en aquella època, posà al capdavant de la fàbrica el seu nebot Emili Carles i Amat i es dedicà especialment al mecenatge social. Entre els diferents projectes socials de la vila en els quals es va involucrar destaca la remodelació de l'església parroquial de Sant Esteve de Castellar del Vallès (1885-1892), que fou consagrada el 26 de juny de 1892 i que, a partir d'aleshores, s'ha conegut com la Catedral del Vallès. La marquesa, devota confessa de la Mare de Déu de Montserrat, va encarregar el projecte a l'arquitecte Joan Martorell i Montells i les obres foren dirigides per l'arquitecte Emili Sala i Cortés. Més enllà de l'església, el mecenatge social de la marquesa també va permetre a Castellar tenir el Palau Tolrà (actual casa de la vila), les Escoles Tolrà inaugurades el 3 d'agost de 1895 (actualment l'escola Immaculada), els safareigs públics de Cal Calissó, les escoles Pies (que més tard foren caserna de la Guàrdia Civil) i l'Antic Ajuntament de Castellar (actualment seu de l'arxiu municipal).
Aquell any de 1895 l'Ajuntament va nomenar Emília filla adoptiva de Sant Esteve de Castellar i, a petició popular, el consistori sol·licità al govern espanyol la concessió del títol de marquesa, títol que li fou concedit per la reina regent Maria Cristina d'Àustria, per Reial Decret de 22 de juliol de 1896 i Reial Despatx de 28 de setembre de 1896.

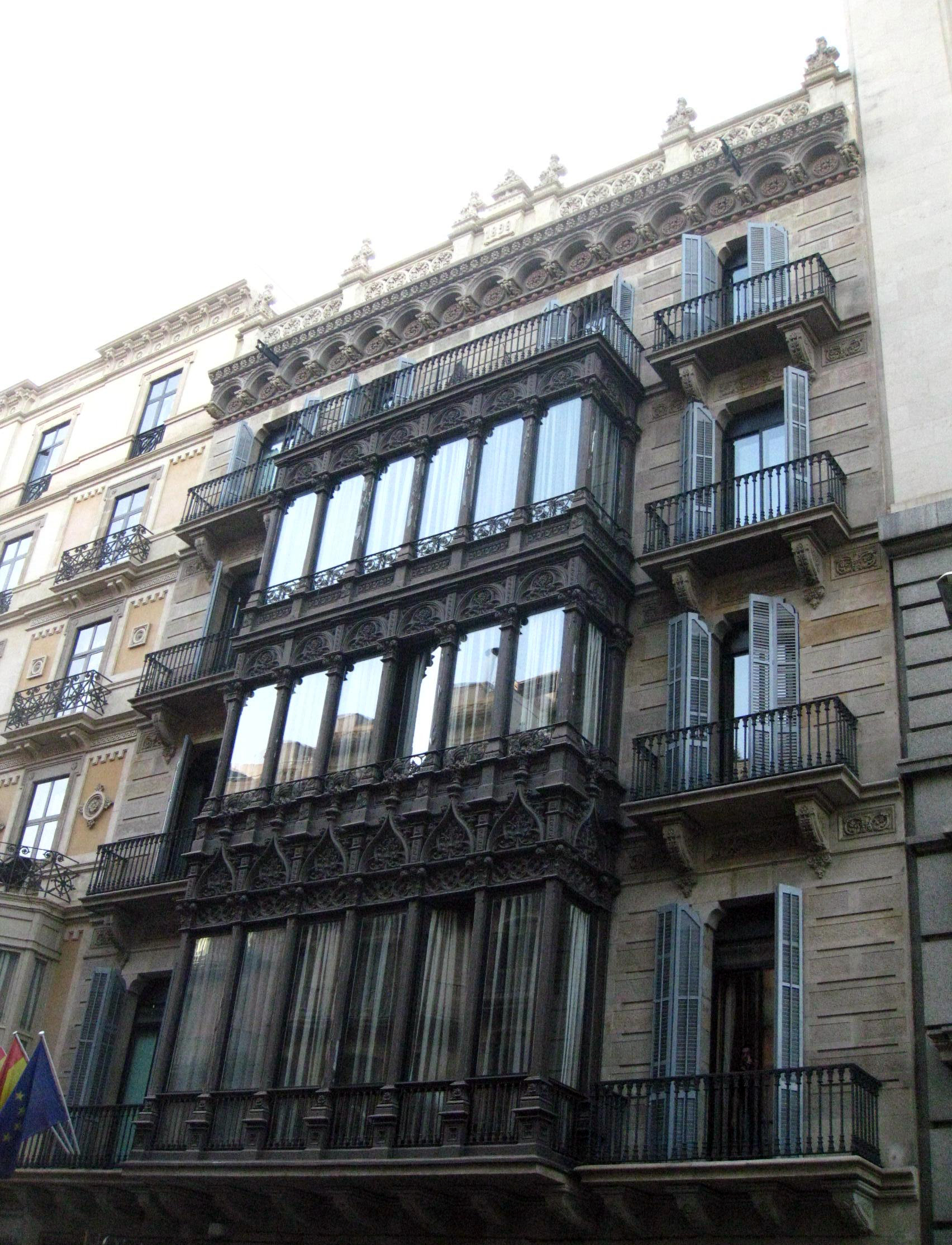
Casa Emília Carles al carrer de Bergara, actualment un hotel

L'empresa, ja amb el nom de Vídua de Josep Tolrà, en aquest temps havia progressat molt i comptava amb quatre-cents vint-i-vuit telers, moguts per tres rodes d'aigua i una instal·lació de vapor. En aquella època donya Emília vivia a Barcelona, al carrer de Bergara, 9-11, i va comprar un solar als números 13-15, on va construir un edifici d'estil modernista de planta i quatre pisos, un altre cop obra d'Emili Salas, que va convertir en el seu domicili.
El 28 de juliol de 1900, Emília Carles va cedir a l'Ajuntament de Castellar del Vallès, davant de notari, un edifici del carrer Major que havia comprat, on hi havia emplaçat un café, per tal de transformar-lo en la casa consistorial, però les obres es van allargar fins al 1918. També, per tal d'ampliar l'activitat industrial de l'empresa, Emília va comprar uns terrenys a dos quilòmetres d'Artesa de Segre, per instal·lar-hi una petita central elèctrica que alimentés una fàbrica. La fàbrica, que en realitat era un gran complex format, a part de la fàbrica en sí, per cases per als encarregats, quaranta-vuit habitatges per als treballadors, economat, escola i església dedicada a la Mare de Déu del Roser, va rebre el nom de Colònia de la Fàbrica i va entrar en funcionament entre 1905 i 1906. Després de passar per diverses mans, va tancar el 1967.

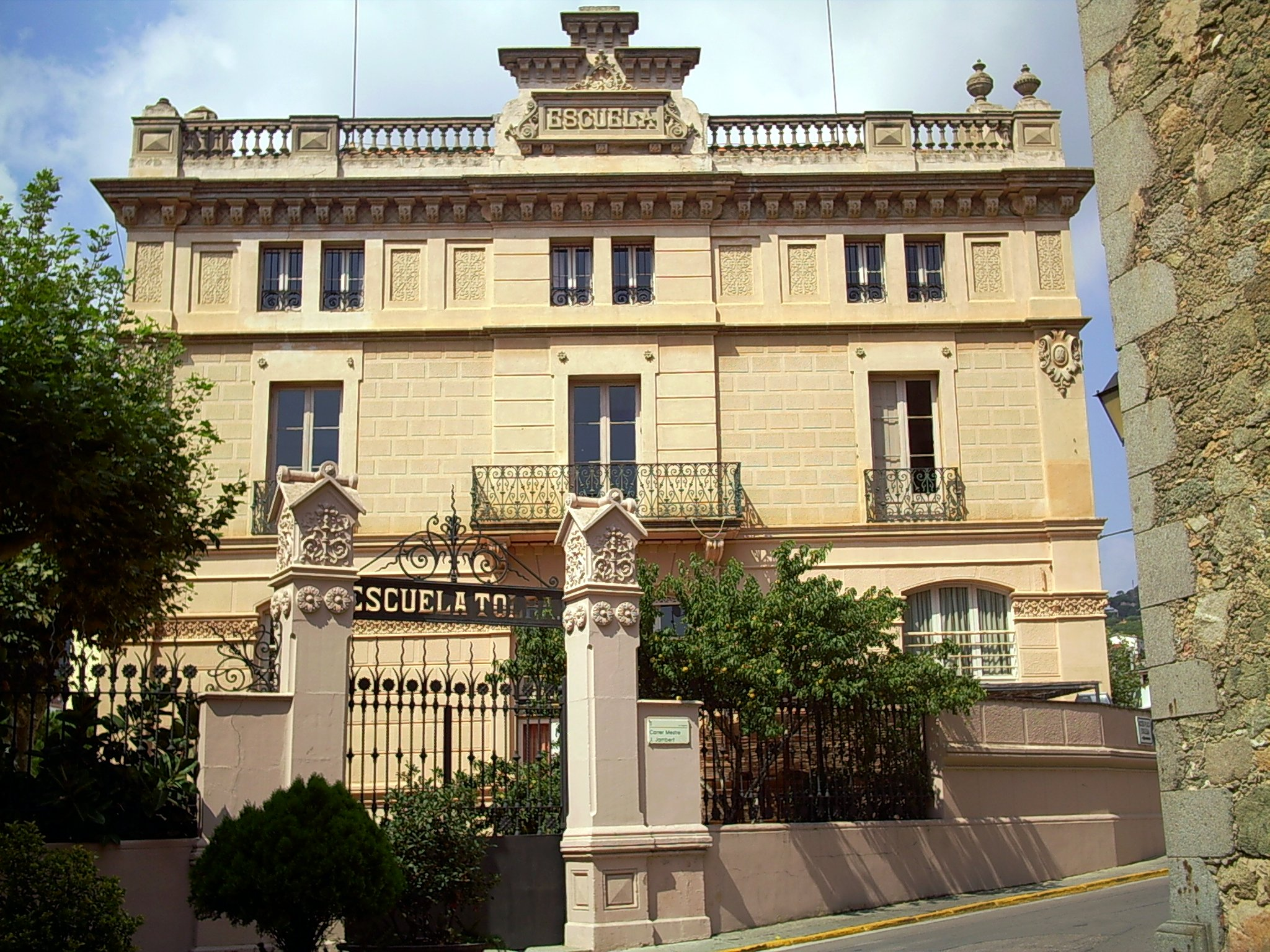
Escoles Tolrà de Cabrils

Les seves obres benèfiques també van arribar a la seva vila natal, Cabrils, on va fundar les escoles Tolrà, actualment escola de música municipal i casal per a la gent gran, i va finançar la construcció de la capella del Santíssim Sagrament, beneïda pel cardenal Casañas el 1905. Així mateix va crear beques per a seminaristes i va col·laborar amb el Patronat de Santa Madrona, va ajudar financerament a dues publicacions carlines catòliques, El Correo Catalán i la revista La Hormiga de Oro, i va finançar la construcció dels orgues de l'església de Castellar i el del santuari de Montserrat.
Morí a causa d'una pneumònia el 24 de febrer de 1915 a la seva localitat natal de Cabrils i va ser enterrada tres dies més tard al panteó familiar del cementiri vell de Castellar del Vallès.
El marquesat ha continuat des d'aleshores amb els seus descendents:
- Emili Carles-Tolrà i Amat (1864-1940)
- Josep Ma Carles-Tolrà i Coll (1895-1968)
- Emili Carles-Tolrà i Bofill (1927-2013)
- Soledad Carles-Tolrà Dexeus (2013-...)